# Dan + Shay
Dan + Shay sono un duo di musica country pop statunitense attivo dal 2013 e formatosi a Nashville (Tennessee).

## Formazione
- Daniel "Dan" Smyers
- Shay Mooney

## Discografia

### Album in studio
- 2014 – Where It All Began
- 2016 – Obsessed
- 2018 – Dan + Shay
- 2021 – Good Things
- 2023 – Bigger Houses

### Singoli
- 2013 – 19 You + Me
- 2014 – Show You Off
- 2015 – Nothin' Like You
- 2016 – From the Ground Up
- 2016 – How Not To
- 2017 – Road Trippin'
- 2018 – Tequila
- 2018 – Speechless
- 2019 – All to Myself
- 2019 – 10,000 Hours (con Justin Bieber)

## Premi
- ASCAP Country Music Awards
  - 2015: "Most Performed Songs" (19 You + Me)
- CMT Music Awards
  - 2018: "Duo Video of the Year" (Tequila)
  - 2019: "Duo Video of the Year" (Speechless)
- Grammy Awards
  - 2019: "Best Country Duo Group Performance"
- Billboard Music Awards
  - 2019: "Top Country Duo/Group"
- Academy of Country Music Awards
  - 2019: "Vocal Duo of the Year"; "Single of the Year" (Tequila); "Song of the Year" (Tequila)
- Teen Choice Awardss
  - 2019: "Choice Country Artist"; "Choice Country Song" (Speechless)